# Asura senara
Asura senara är en fjärilsart som beskrevs av Moore 1859. Asura senara ingår i släktet Asura och familjen björnspinnare. Inga underarter finns listade i Catalogue of Life.